# Rosa moyesii
Rosa moyesii, ook wel mandarijnroos genoemd, is een rozensoort die van nature in China voorkomt in de provincies Shanxi, Sichuan en Yunnan. Ze groeit daar in struikgewas en op hellingen op een hoogte van 2700 tot 3800 meter. In 1890 werd ze in China door de plantenverzamelaar Ernest Henry Wilson ontdekt en in 1894 naar Europa geïmporteerd. De soortnaam moyesii is een eerbetoon aan de gastheer van Wilson, de Britse missionaris J. Moyes.
Er zijn twee variëteiten:
- Rosa moyesii var. moyesii
- Rosa moyesii var. pubescens (T. T. Yü & H. T. Tsai) met dichtbehaarde bladonderkant (alleen in Sichuan)

## Beschrijving
R. moyesii is een schaars vertakte, stakige struik die tussen 1 en 4 meter hoog wordt. De bruinrode stengels hebben geelachtige, bijna rechte stekels, die paarsgewijs zijn gerangschikt. De bladeren aan de stengels worden naar boven toe dichter en de stengels buigen door onder het gewicht van bloemen of rozenbottels. Het samengestelde blad is oneven geveerd en bestaat uit 7 tot 13 ovale, blauwgroene blaadjes. De blaadjes zijn ongeveer drie tot vijf centimeter lang en hebben een licht getande rand.
De kleur van de bloemen van R. moyesii varieert van donkerroze tot bloedrood. Ze verschijnen alleen of in trossen van twee tot drie in het begin van juni op de kleine, korte zijscheuten aan de top van de stengels. De enkelvoudige bloemen hebben een diameter van drie tot vijf centimeter. De vijf omgekeerd-eironde bloemblaadjes zitten dicht op elkaar met in het midden de dikke, groengele stijl en daar omheen een krans van gele, donker verkleurende meeldraden. De roos bloeit slechts eenmaal per jaar. De bloeiperiode in China is van juni tot juli. De grote, orangerode rozenbottels rijpen tussen augustus en september en hebben de vorm van een buikfles. Ze kunnen 5 cm lang en 1 tot 2 cm in doorsnee zijn.

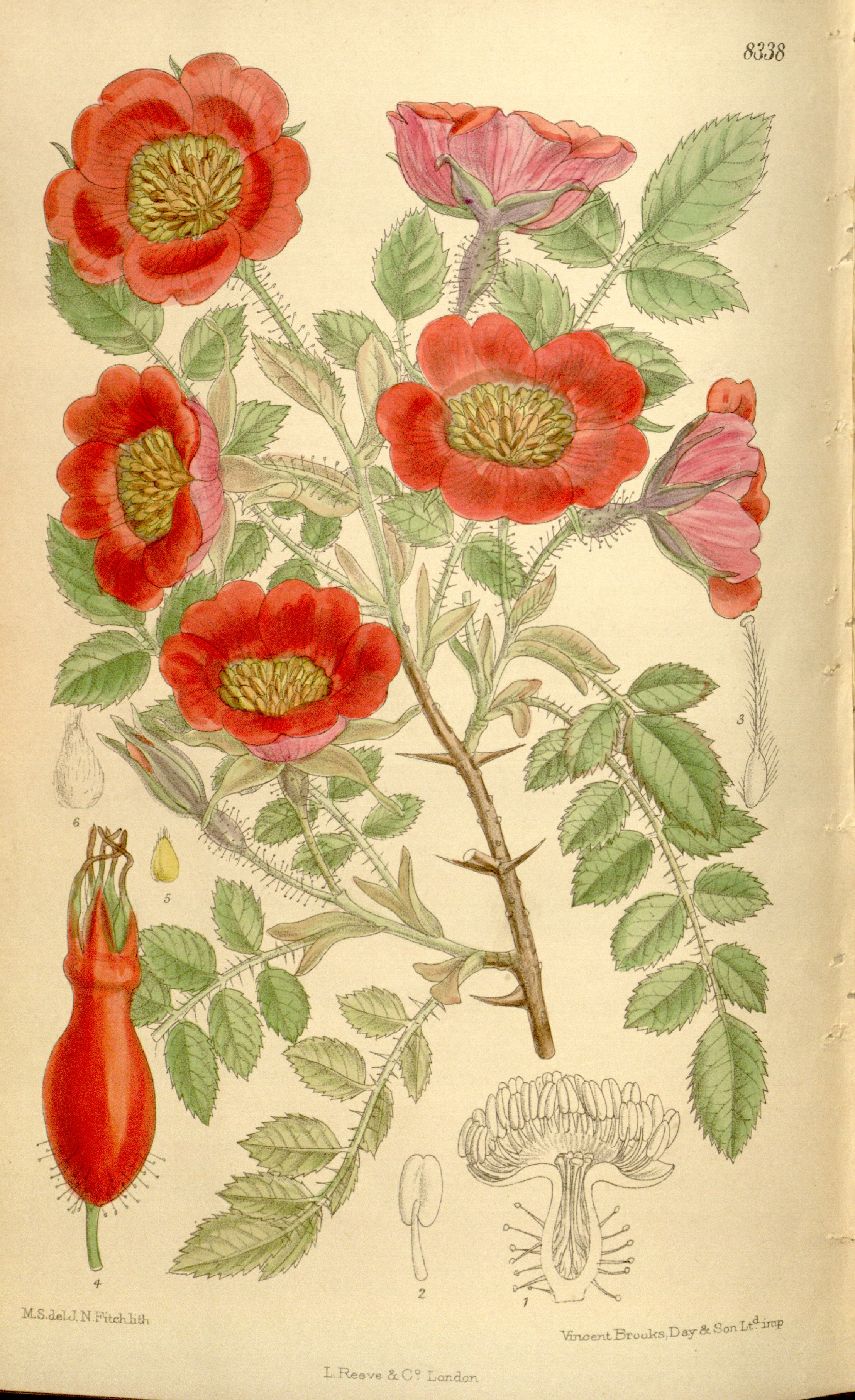
Illustratie uit Curtis's Botanical Magazine (London, 1910)
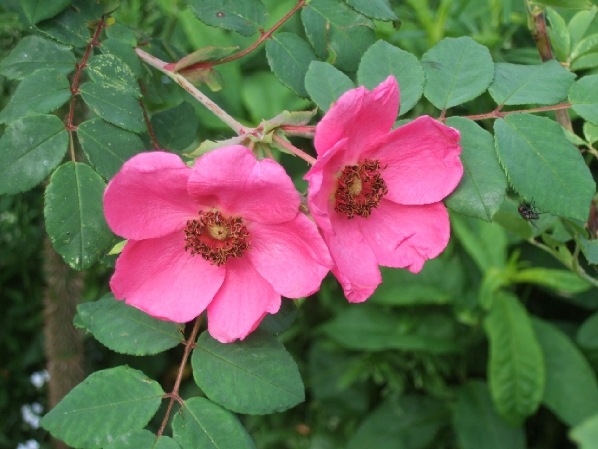
Bloemen
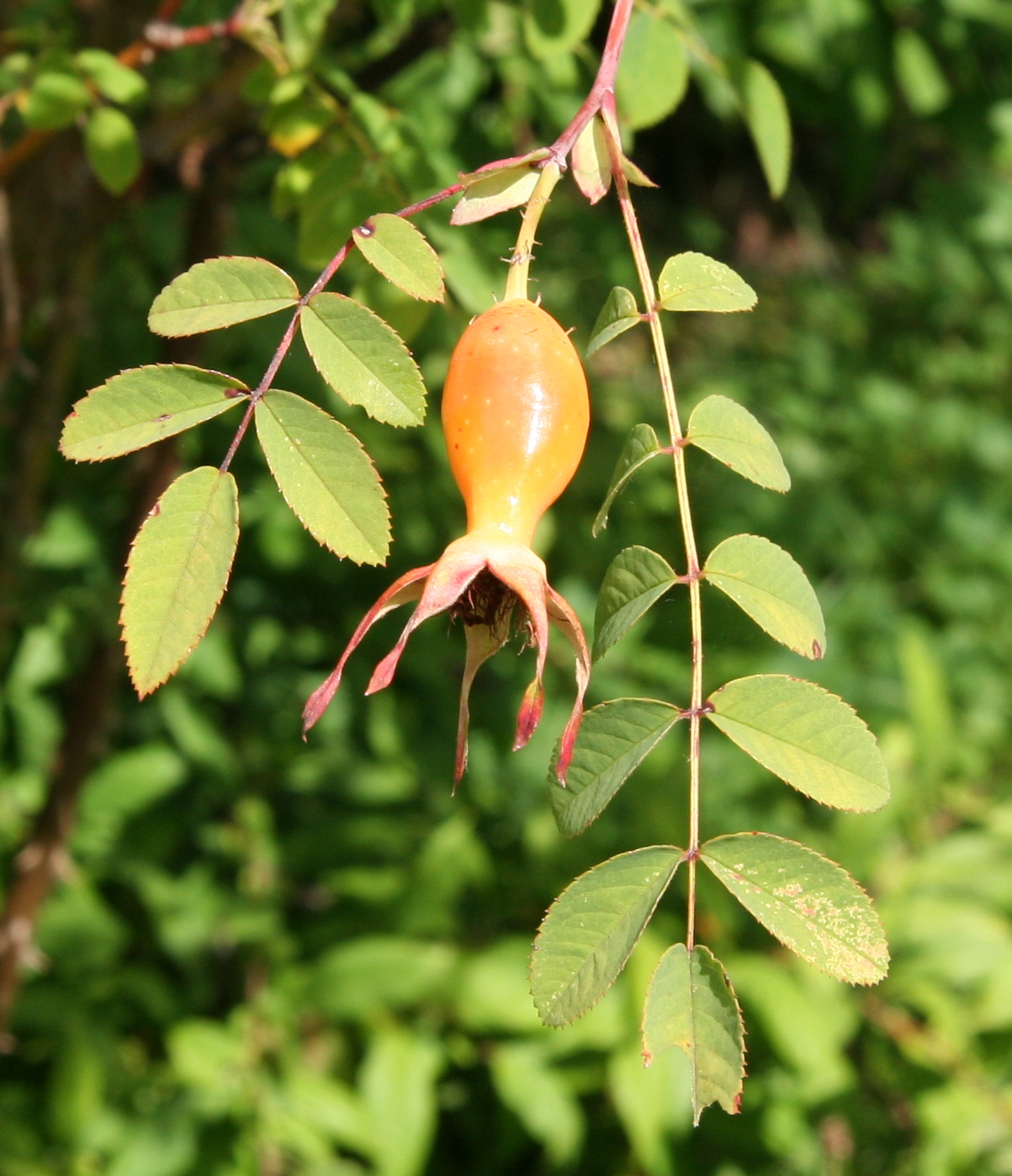
Rozenbottel

## Cultivars
Van Rosa moyesii zijn een aantal cultivars gekweekt, waaronder: 

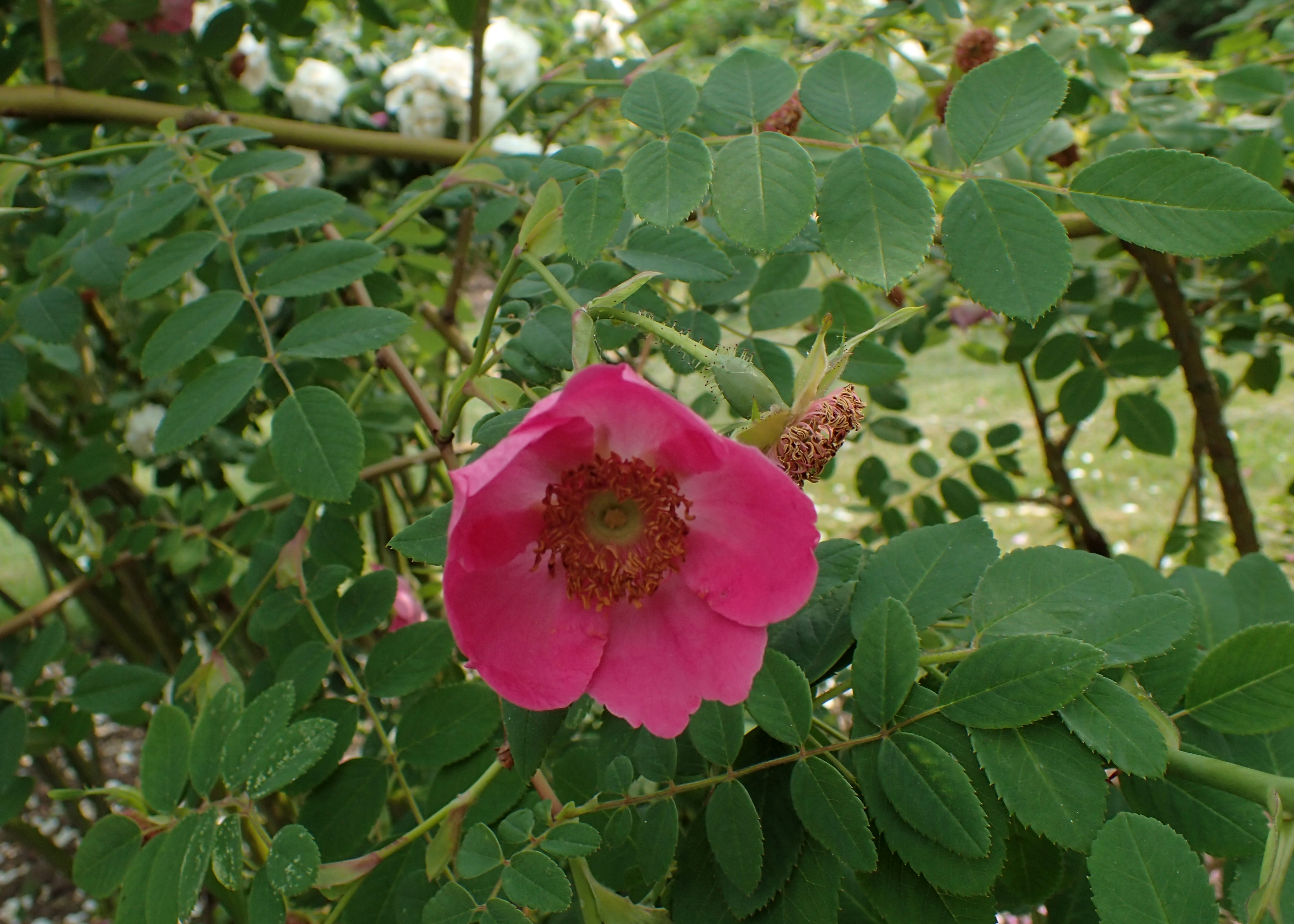
'Denise Hilling' (Thomas Hilling, 1965)
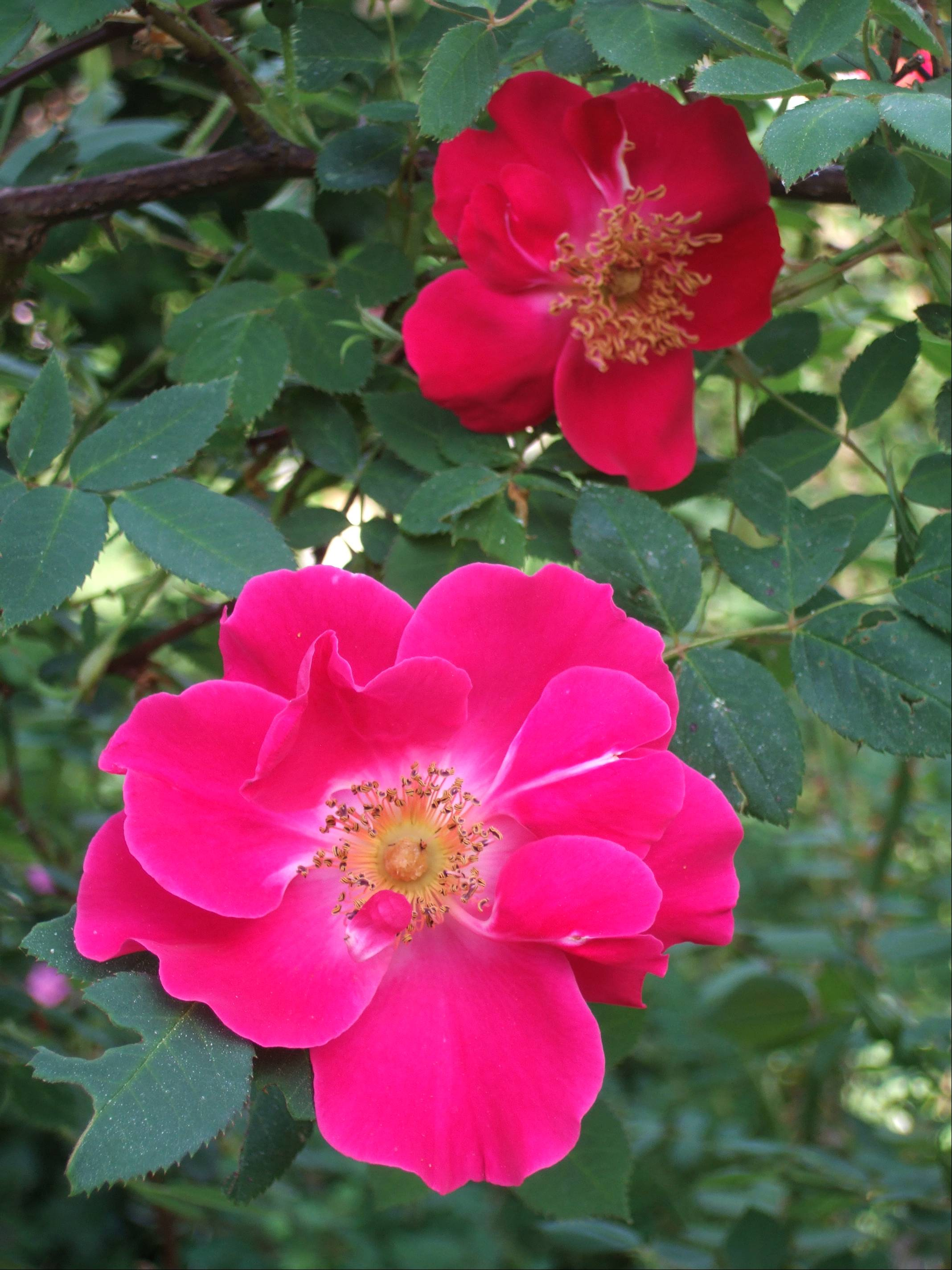
'Eddie's Jewel' (J.H. Eddie, 1962)
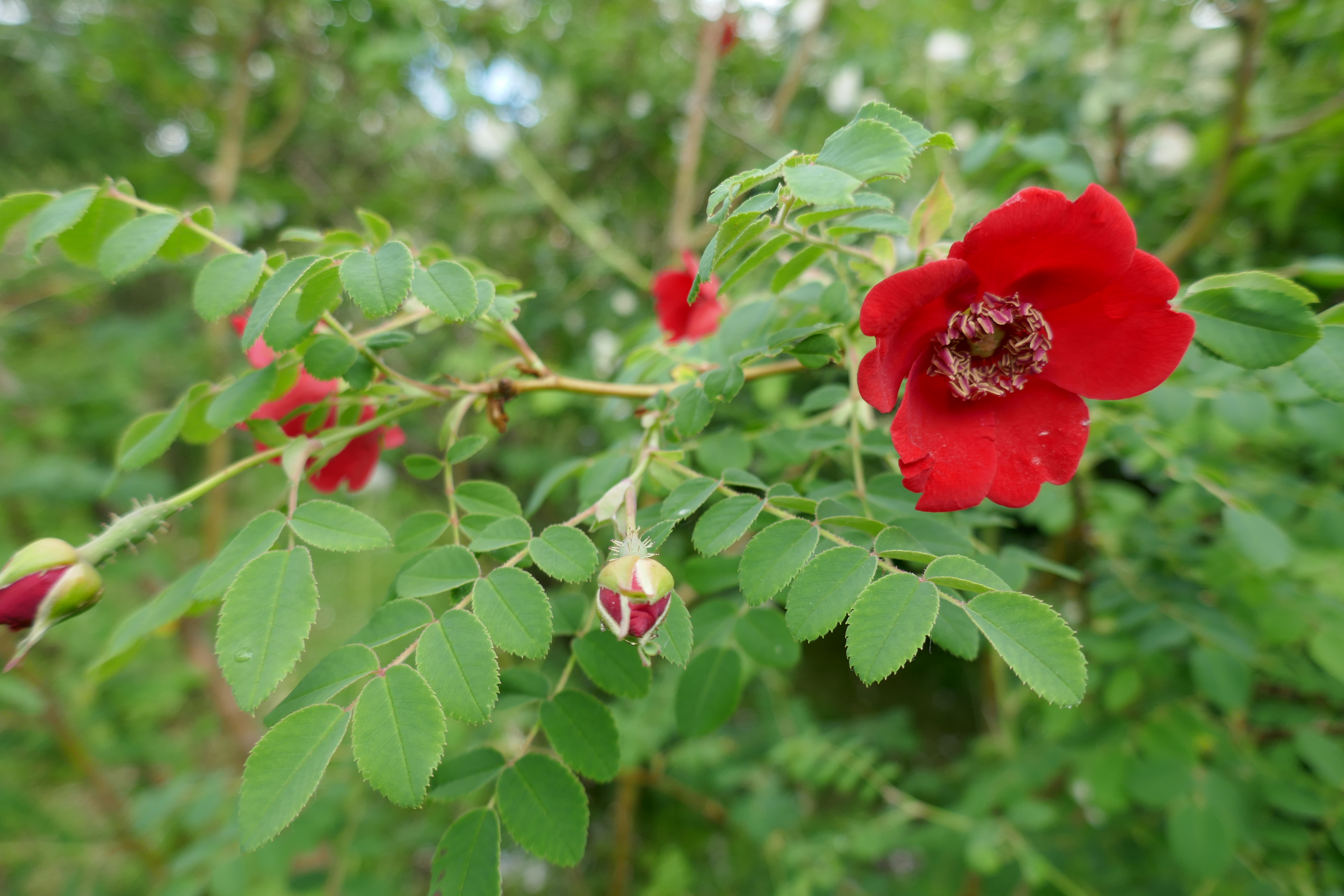
'Geranium' (Royal Horticultural Society, voor 1938)
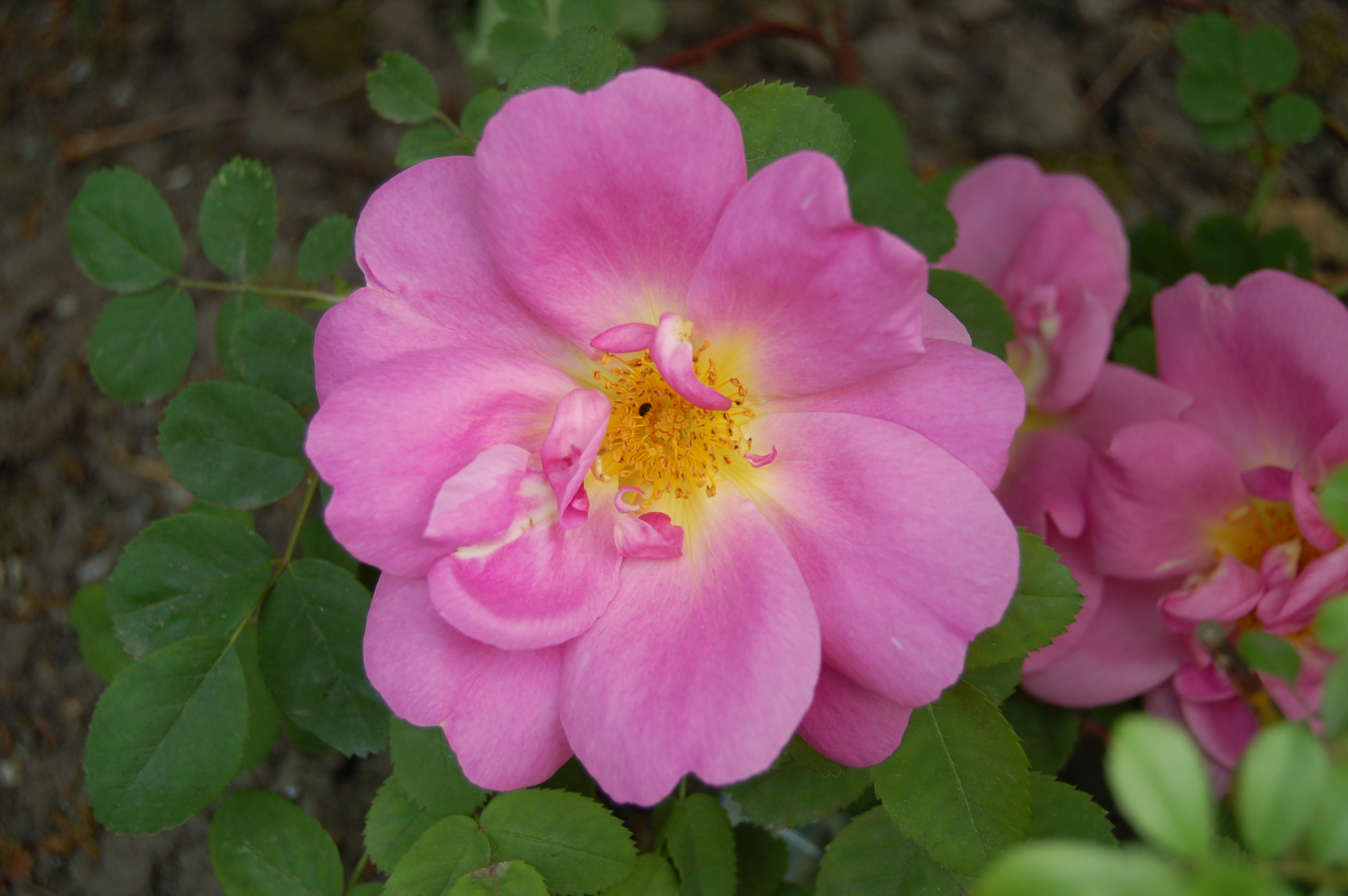
'Marguerite Hilling' (Thomas Hilling, voor 1959)
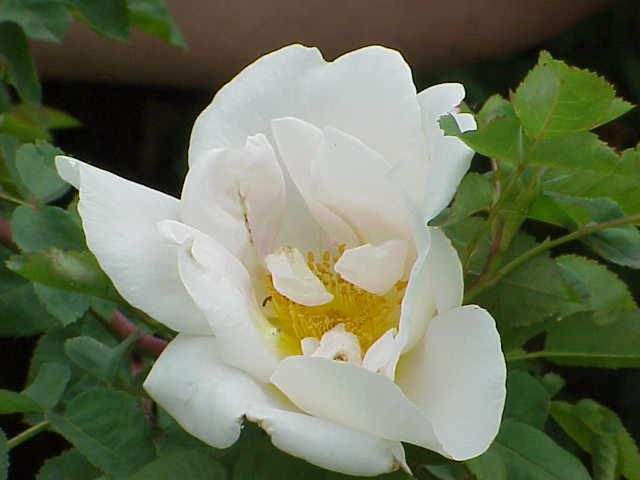
'Nevada' (Pedro Dot, 1927)
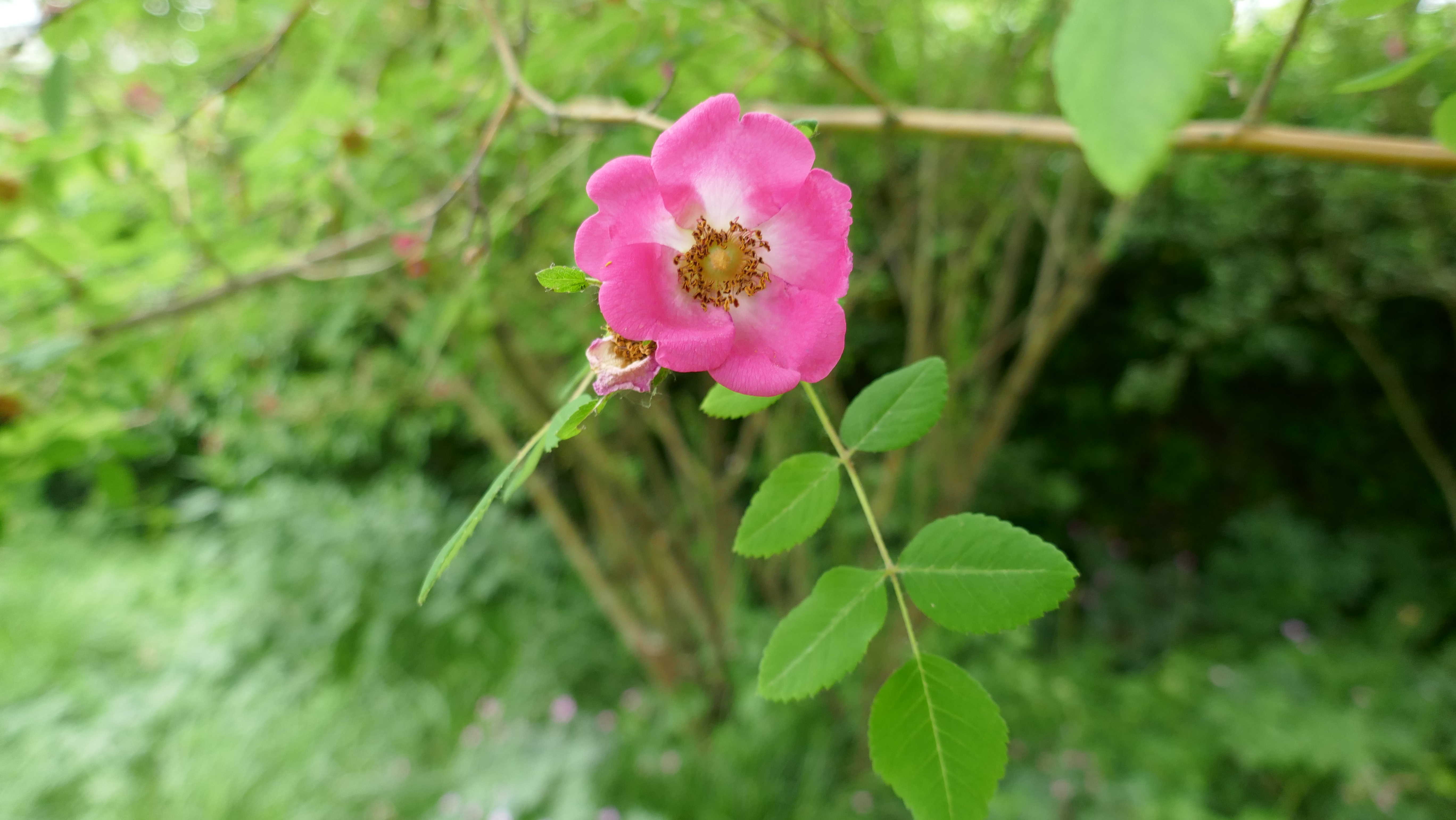
'Sealing Wax' (Royal Horticultural Society, voor 1938)
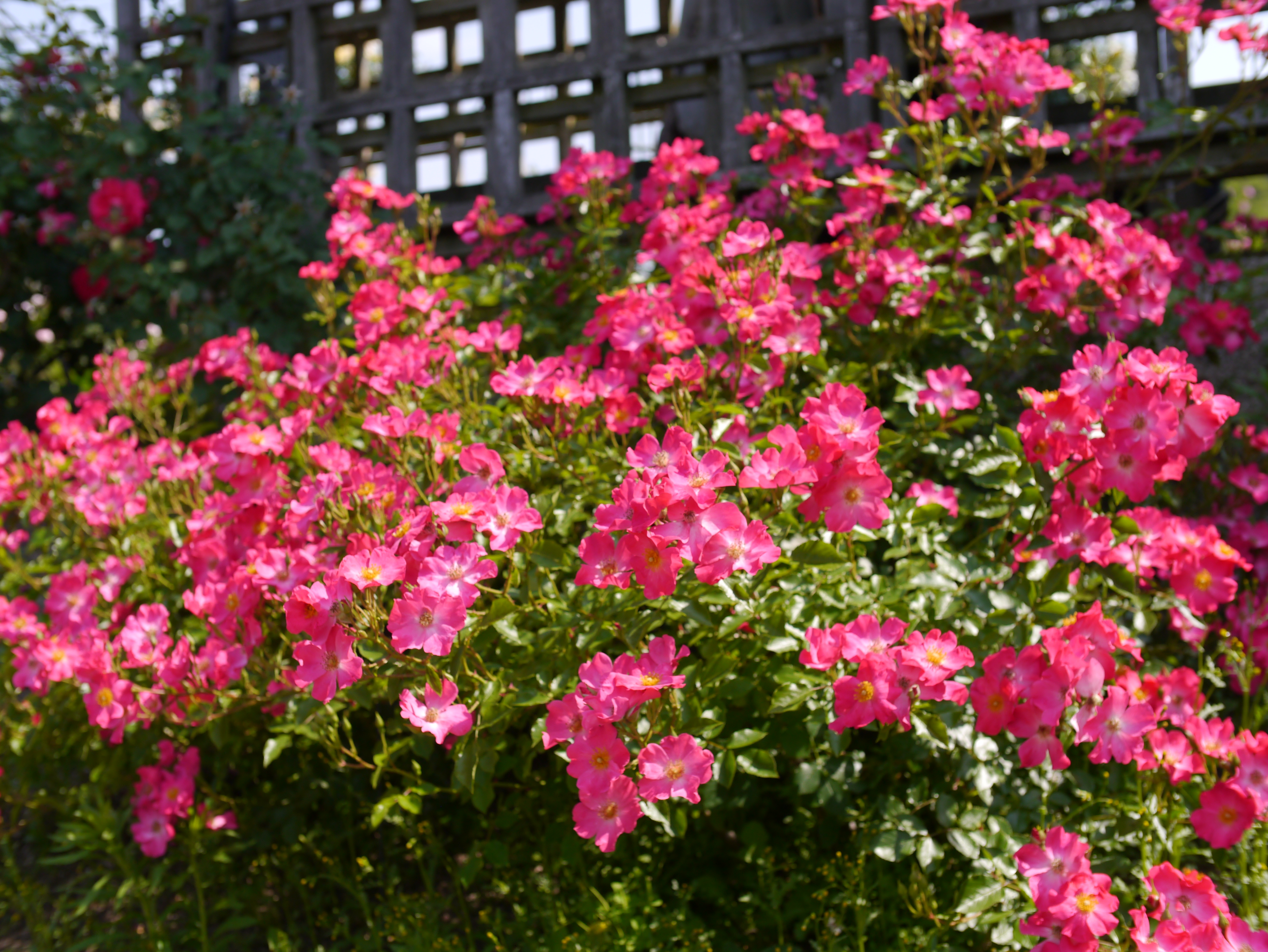
'Wintoniensis' (Hillier, 1928)